# Nigel Spivey

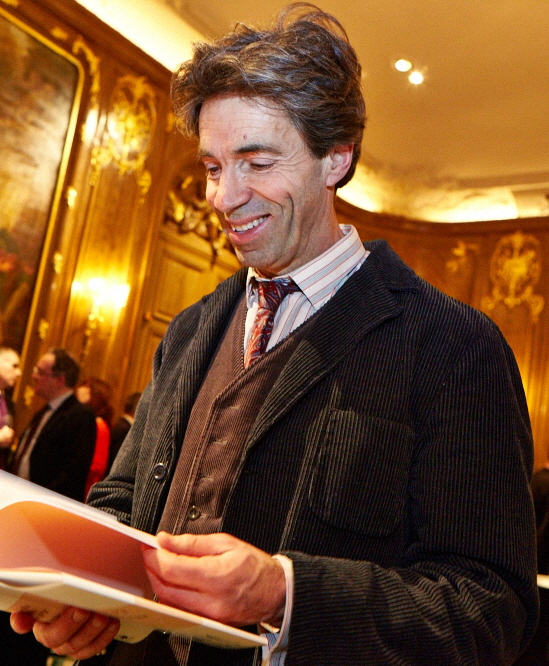
Nigel Spivey

Nigel Jonathan Spivey (16 oktober 1958) is een Brits academicus. Hij geeft les over klassieke kunst en archeologie aan de universiteit van Cambridge, waar hij een fellow is van Emmanuel college. Hij heeft uitgebreid geschreven over de Etrusken en de Olympische Spelen.
Toen hij nog een student was, was hij drievoudig kampioen bij de Oxford-Cambridge-atletiekwedstrijden en hij blijft een actief lid van de Achilles Club, een Oxbridge-sportorganisatie.

## Televisie
Hij heeft verscheidene televisieseries gepresenteerd:
- Voor BBC: How Art Made the World, 2005
- Voor ITV: Digging for Jesus, 2005
- Voor Channel Five: Kings and Queens en Heroes of World War II.